# LiveChat
LiveChat, är en nät-baserad kundtjänstprogramvara med chatt, kundtjänstsystem och webbanalysfunktioner. 
Det lanserades först 2002 och säljs som IT-tjänst av Livechat Software SA. 
Företag använder LiveChat som en knutpunkt för att hantera alla kundtjänst och e-försäljningsaktiviteter till skillnaden från en mjukvara som normalt tillhandahålls med olika separata kanaler (chatt, e-post och sociala medier). LiveChat används av över 27 000 betalade kunder från över 150 länder.